# Anarquisme d'esquerres
L'anarquisme d'esquerres és un tipus d'anarquisme. El centre de la seva ideologia és que vol una societat futura on es substitueix la propietat privada per la reciprocitat. En aquesta societat, ningú és propietari de les coses. La gent no treballa per diners ni per comprar coses. Es fa feina perquè és el millor per a la societat i les coses que necessiten se'ls dona sense cost. Pretén una societat on no hi ha cap càrrec. Cada persona fa el que cal sense que els altres el dirigeixen. El terme anarquisme d'esquerres de vegades s'utilitza amb el mateix significat que el socialisme llibertari, liberalisme de l'esquerra, o anarquisme socialista. L'anarquisme d'esquerres ha estat darrere de les protestes contra la globalització, com per exemple, la protesta a Seattle de l'any 1999 contra l'Organització Mundial del Comerç.